# Svetlana Alpers
Svetlana Leontief Alpers (* 10. Februar 1936 in Cambridge, Massachusetts) ist emeritierte Professorin für Kunstgeschichte an der UC Berkeley, Kalifornien.

## Werdegang
Die Tochter des Wirtschaftswissenschaftlers Wassily Leontief schloss ihr Studium am Radcliffe College 1957 mit dem B.A. ab. An der Harvard University wurde sie 1965 promoviert. Bereits 1962 begann sie an der University of California, Berkeley, Kunstgeschichte zu lehren, wo sie bis zu ihrer Emeritierung 1994 blieb.

## Mitgliedschaften und Auszeichnungen
- Phi Beta Kappa
- Woodrow Wilson Fellowship, 1957/8
- Kathryn-McHale Fellowship, AAUW, 1961/2
- Guggenheim-Stipendium, 1972/3
- Fellow, Center for Advanced Studies in the Behavioral Sciences, Stanford University, 1975-6
- ACLS Fellowship, 1978–1979
- Visiting Fellow, Netherlands Institute for Advanced Study (NIAS), Wassenaar, 1979
- Member, Institute for Advanced Study, Princeton, New Jersey, 1979–1980
- Eugene-M.-Kayen-Preis 1983 für „The Art of Describing“ als bestes Buch eines amerikanischen Universitätsverlages in der Disziplin der Geisteswissenschaften
- Distinguished Teaching Award, Berkeley, 1986
- Visiting Scholar, Getty Center for the History of Art and the Humanities, Santa Monica, Kalifornien, 1987–1988
- 1991: Director of Studies, École des Hautes Études en Sciences Sociales, Paris, 1991
- 1991: Mitglied, American Academy of Arts and Sciences[1]
- Fellow, Wissenschaftskolleg zu Berlin, 1992–1993
- 2011: Mitglied, American Philosophical Society, 2011[2]
- 2014: Korrespondierendes Mitglied, British Academy
- 2014: Ordre des Arts et des Lettres
- 2015: Ehrendoktor der Universität Harvard[3]

## Werke (Auswahl)
- The Decoration of the Torre de la Parada. Corpus Rubenianum Ludwig Burchard, Brüssel/London, 1971. [Dissertation Harvard University, 1965]
- The Art of Describing: Dutch Art in the Seventeenth Century. Chicago: University of Chicago Press, 1983
deutsch: Kunst als Beschreibung – Holländische Malerei des 17. Jahrhunderts. Köln, DuMont, 1985. ISBN 3-7701-1760-3
- Rembrandt’s Enterprise: The Studio and the Market. Chicago: University of Chicago Press, 1988
deutsch: Rembrandt als Unternehmer. Sein Markt und sein Atelier. Köln, DuMont 1989. ISBN 3-8321-7297-1
- Mit Michael Baxandall: Tiepolo and the Pictorial Intelligence, New Haven and London: Yale University Press, 1994
deutsch 1996.
- The Making of Rubens. New Haven and London: Yale University Press, 1995.
- deutsch: Walker Evans. America. Leben und Werk. Aus dem Englischen von Wolfgang Kemp. Schirmer/Mosel, München 2021, ISBN 978-3-8296-0910-4[4]